# Пєтухов Олександр Улянович
Олександр Улянович Пєтухов (13 грудня 1914, місто Юзівка, тепер місто Донецьк Донецької області — 15 травня 1974, місто Москва, Росія) — радянський державний діяч, 1-й секретар Брянського обласного комітету КПРС. Кандидат у члени ЦК КПРС у 1956—1961 роках. Депутат Верховної Ради СРСР 4—5-го скликань.

## Життєпис
Народився в родині робітника. З 1931 року — слюсар, технік, начальник бюро інструментального господарства заводу.
Член ВКП(б) з 1939 року.
У 1939—1940 роках — 1-й секретар Новосибірського міського комітету ВЛКСМ.
У 1940—1942 роках — слухач Вищої партійної школи при ЦК ВКП(б).
У липні 1942—1945 роках — інструктор ЦК ВКП(б). У 1945—1947 роках — завідувач сектора Управління кадрів ЦК ВКП(б).
У серпні 1947 — червні 1951 року — секретар Рязанського обласного комітету ВКП(б) з кадрів.
У червні 1951—1952 роках — інспектор ЦК ВКП(б). У 1952—1953 роках — завідувач підвідділу відділу партійних, профспілкових і комсомольських органів ЦК КПРС. У 1953—1954 роках — завідувач секторів територіальних партійних організацій відділу партійних, профспілкових і комсомольських органів ЦК КПРС.
У січні 1954 — 13 грудня 1960 року — 1-й секретар Брянського обласного комітету КПРС.
У 1961—1963 роках — заступник голови Ради народного господарства Брянського економічного адміністративного району. У 1963—1966 роках — заступник голови Ради народного господарства Приокського економічного району.
У 1966—1969 роках — начальник Управління зовнішніх зносин, імпортних і експортних поставок Міністерства харчової промисловості РРФСР. У 1969—1974 роках — начальник Головного управління Міністерства харчової промисловості РРФСР.
Помер 15 травня 1974 року в місті Москві. Похований на Востряковському цвинтарі.

## Нагороди і звання
- два ордени Трудового Червоного Прапора
- два ордени «Знак Пошани»
- медаль «За доблесну працю. В ознаменування 100-річчя з дня народження Володимира Ілліча Леніна» (1970)
- медаль «За доблесну працю у Великій Вітчизняній війні 1941—1945 рр.»
- медаль «За трудову доблесть»
- медалі